# Augustus triumfbåge

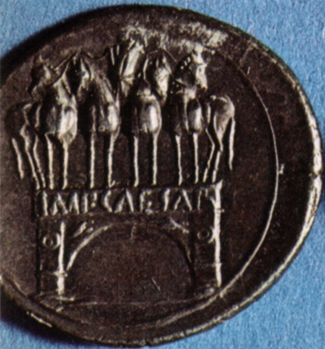
Mynt med Augustus triumfbåge.

Augustus triumfbåge (latin: Arcus Augusti) var en triumfbåge på Forum Romanum i Rom, belägen mellan Juturnas källa och Julius Caesars tempel. Den uppfördes år 29 f.Kr. för att hugfästa minnet av Augustus seger i slaget vid Actium år 31 f.Kr.